# Jean Lintlaër
Jean Lintlaër est un ingénieur hydraulicien, mort après 1623.
Paris lui doit entre autres la pompe de la Samaritaine, construite le long du Pont Neuf entre 1602 et 1608.

## Carrière
Lintlaër suggéra la construction de la pompe au roi Henri IV ; c'était la première fois que l'on envisageait de pomper de l'eau directement dans la Seine. La pompe, fut construite entre 1602 et 1608 en dépit des réticences exprimées par les commerçants, qui jugeaient que l'édifice entraverait la navigation. Elle fonctionna plus de 100 ans et ne fut remplacée qu'en 1715.
Jean Lintlaër, nommé maître de la pompe du roi, vécut dans les appartements situés au-dessus de la pompe.
Il réalise en 1612 la première horloge de l'hôtel de Ville de Paris.

## Famille
Jean Lintlaër, réputé d'origine flamande, épousa Françoise Robin. Le couple eut deux fils, dont Louis Lintlaër, qui deviendra à son tour maître de la pompe du roi.

## Publications
- Lincler[5], Les Villes de la rivière de Loire, Rome et plusieurs objets d'Italie et de France mis en lumière [Document cartographique], A Paris, chez Pierre Mariette, vers 16.. 1 feuille de 25 x 40,5 cm. Voir la notice dans le catalogue de la Bibliothèque nationale de France.